# Сичанське
Сича́нське — село в Україні, у Марківській селищній громаді Старобільського району Луганської області. Населення становить 501 осіб.

## Відомі люди
У селі народився (1976) російський футболіст, капітан російської збірної Сергій Семак.